# Squalus griffini
 Squalus griffini  — вид рода колючих акул семейства катрановых акул отряда катранообразных. Обитает в юго-западной части Тихого океана. Встречается на глубине до 950 м. Максимальный зарегистрированный размер 110 см. Размножается яйцеживорождением. Не является объектом коммерческого промысла.

## Таксономия
Впервые научно вид описан в 1931 году. Голотип представляет собой взрослую самку длиной 97,2 см, пойманную в 1905 у острова Северный, Новая Зеландия.
Squalus griffini является членом комплекса видов Squalus mitsukurii.
Гаррик, сделавший обзор австрало-азиатских видов семейства катрановых акул, ошибочно синонимизировал  Squalus griffini and Squalus fernandinus с Squalus blainvillii (неправильное написание Squalus  blainville (Risso, 1827)). Гаррик признал Squalus acanthias и Squalus blainville из Новой Зеландии и Squalus  acanthias, Squalus blainville и Squalus megalops из Австралии. Считалось, что Squalus blainville широко распространены в Атлантическом, Индийском и Тихом океанах. Позднее Squalus griffini, обитающие в водах Японии, были описаны как акулы с высокими спинными плавниками и длинными шипами у их основания. Однако в ранних описаниях Squalus fernandinus и Squalus  blainville было указано, что у исследуемых акул короткие спинные шипы и они больше похожи на японские образцы Squalus mitsukurii. Было сделано предположение, что новозеландские Squalus blainville идентичны Squalus mitsukurii. В более поздних работах также отмечалось сходство между Squalus blainville и Squalus mitsukurii, населяющих воды Австралии и Новой Зеландии. В 2007 году было сделано повторное описание Squalus griffini, признанного отдельным видом.

## Ареал
Squalus griffini обитают в юго-западной части Тихого в водах Новой Зеландии. Эти акулы встречаются на внешней границе континентального шельфа и в верхней части материкового склона у дна на глубине от 37 до 950 м. В целом они наиболее многочисленны на глубинах между 50 и 300 м. Ниже 400 м зона их обитания пересекается с зонами обитания других ещё неописанных катрановых акул, поэтому необходимы дополнительные подтверждения присутствия Squalus griffini ниже этого уровня.

## Описание
Максимальный зарегистрированный размер составляет 110 см. Тело удлинённое, стройное, его высота составляет 8,6—13,9 % от длины тела. Рыло длинное. Вторая доля передней назальной складки, обрамляющей ноздри, хорошо развита. Расстояние от кончика рыла до рта в больше ширины рта и составляет  8,8—11,4 % длины тела. Крупные овальные глаза вытянуты по горизонтали. Длина глаз равна 3,6—5,3 % длины тела. Позади глаз имеются брызгальца. Жаберные щели узкие и короткие. Ноздри маленькие, расположены почти поперечно. Первый спинной плавник среднего размера, треугольной формы, каудальный край почти прямой.  Высота составляет 6,3—8,7 % длины тела. Второй спинной плавник меньше первого, расположен под углом, его каудальный край имеет выемку, высота составляет 4,2—5,8 % длины тела. У основания спинных плавников расположены длинные шипы.  Шип у основания первого спинного плавника короткий и массивный. Грудные плавники у взрослых акул не имеют серповидной формы, передний край короткий, составляет 5,4—7,7 % длины тела. Анальный плавник отсутствует. Хвостовой плавник асимметричный, выемка у края более длинной верхней лопасти отсутствует. Количество позвонков осевого скелета составляет от 113 до 121. Окраска серовато-коричневого цвета. На верхней лопасти хвостового плавника имеется бледная светлая окантовка.

## Биология
Эти акулы размножаются яйцеживорождением. В помёте 6—11, чаще 7—8 новорожденных длиной около 27 см. Самцы достигают половой зрелости при длине 69—76 см. Самая крупная из пойманных неполовозрелых самок имела длину 90 см, а самая маленькая беременная самка была длиной 86,5 см. Рацион состоит из донных рыб, головоногих и ракообразных.

## Взаимодействие с человеком
Вид не представляет коммерческой ценности. В качестве прилова попадает в рыболовецкие снасти. Международный союз охраны природы присвоил этому виду статус сохранности «Вызывающий наименьшие опасения».